# Hermann Griesbach
Pour les articles homonymes, voir Griesbach.
Hermann Adolf Griesbach, né le 9 avril 1854 à Bad Schwartau et mort dans la même ville le 23 juin 1941 est un naturaliste allemand, connu entre autres dans les domaines de la médecine et de la zoologie.
Outre ses études d'histologie, ses travaux et initiatives dans les domaines de la santé scolaire (hygiène scolaire (de)), de la santé et de la sécurité au travail (hygiène industrielle) ont eu un impact considérable.

## Biographie

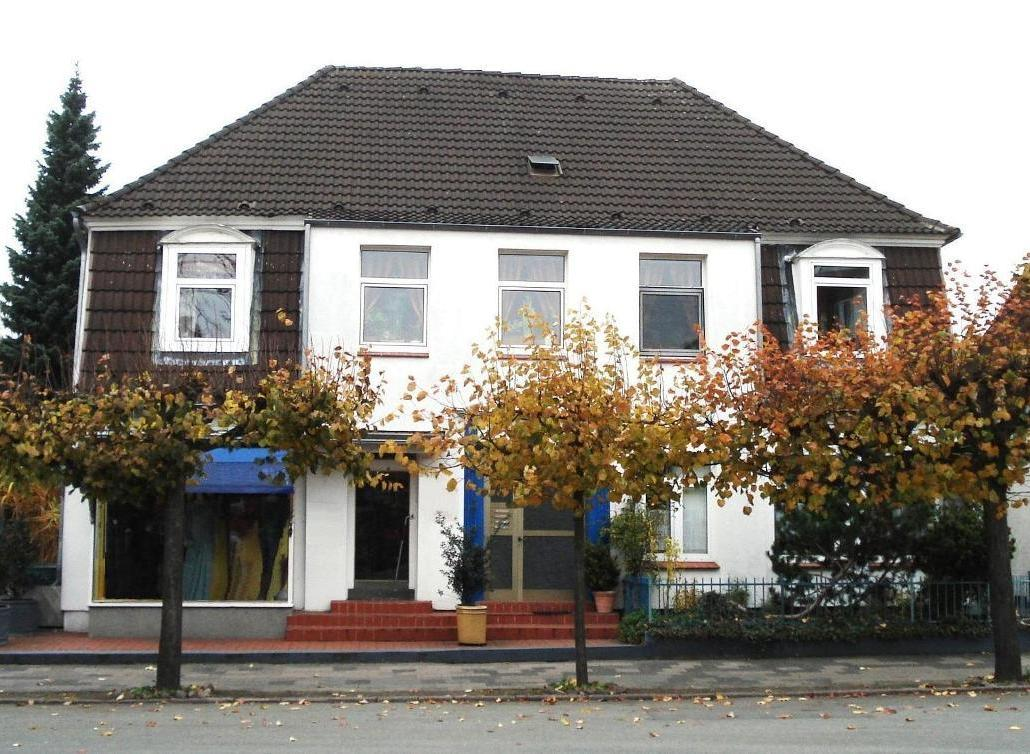
Maison de Griesbach à Schwartau

Hermann Adolf Griesbach est le cadet de Georg Christoph Alexander Griesbach (1811-1899), pharmacien vivant à Schwartau depuis 1839, et de son épouse Emilie Auguste Wilhelmine Griesbach (née Böhme) (1811-1899). Il fréquente le lycée Sainte-Catherine de Lübeck, dont il sort diplômé en 1873.

### Études
En 1874, il commença à étudier les sciences naturelles - en particulier la biologie, la chimie et la médecine (y compris la physiologie, la chimie médicale et l'hygiène) à Marbourg et fut transféré à l'université de Leipzig la même année - plus tard, il  étudia (brièvement) à Berlin, Göttingen et Heidelberg.
Griesbach compléta ses études supérieures début 1877 par un doctorat en zoologie, chimie et botanique, dont le sujet était: « De la construction de l'organe de Bojanus chez la moule d'eau douce ».

### Carrière
Après ses études, il fut employé comme enseignant à Thorn, puis à partir de 1881 au lycée de Wissembourg en Alsace (alors partie de l'Empire allemand).
Dès le début de 1883, il travailla à l'université de Bâle en tant que professeur de zoologie, et à partir de 1885 en tant que professeur d'histologie. Il y publie son ouvrage histologique Beiträge zur Kenntnis der Anatomie der Cestoden (Contributions à la connaissance de l'anatomie des cestodes, 1883) grâce auquel il obtient le diplôme de docteur en médecine de l'université de Heidelberg en 1885.
En 1883, Hermann Griesbach s'inscrit à l'université de Bâle avec sa thèse intitulée Über das Gefäßsystem und die Wasseraufnahme bei den Najaden und Mytiliden (Du système vasculaire et de l'absorption d'eau dans les naïades et les mytilidés).
Après avoir obtenu son habilitation, il fut professeur de chimie, de biologie et d'hygiène à l'Oberrealschule de Mulhouse. En 1893, Hermann Griesbach est nommé professeur.
Pendant son séjour à Bâle, il publia de nombreux ouvrages dans le domaine de la santé scolaire (hygiène scolaire) ainsi que de la santé et de la sécurité au travail (hygiène industrielle). En 1900, il fonda l'Association générale allemande pour les soins de santé à l'école. Cette initiative fut suivie par la création de deux revues scientifiques.
En 1919, Hermann Griesbach obtient un poste de professeur privé (« Privatdozent ») pour l'hygiène à l'université de Giessen - en 1921, il y devient professeur honoraire titulaire et reçoit une mission d'enseignement pour « l'hygiène industrielle ».
En 1932 - à l'âge de 78 ans - Hermann Griesbach met fin à son travail à Giessen et retourne à Bad Schwartau avec sa femme.
Il fut marié à Amalie Griesbach née von Heimburg en 1895. Ils eurent une fille – Erika Ernestine Emilie (1896-1986) – et un fils – Rolf Fritz Franz Emil (1899-1985).